# Арабы-шоа

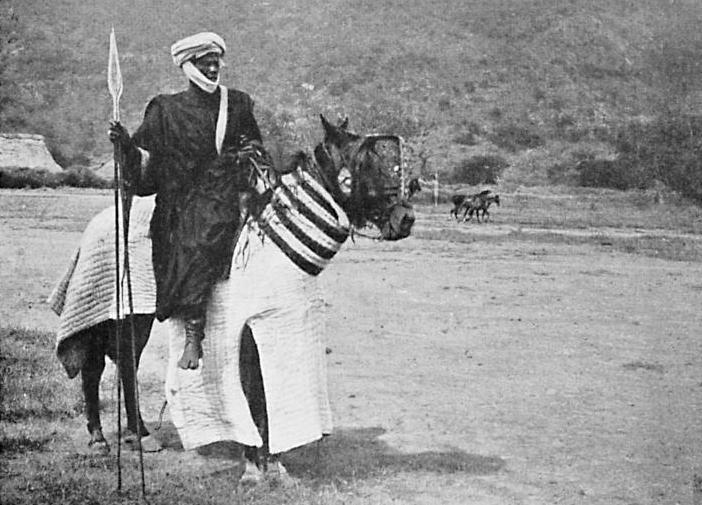
Всадник-шоа

Область расселения арабов-шоа

Арабы-шоа (шува, шаамба; араб. شوا‎), багга́ра (баккара; араб. البقارة‎) — народ в Чаде (3 228 тыс. человек), северо-восточной Нигерии (восточнее Майдугури, 210 тыс. человек), Камеруне (в нижнем течении реки Шари и около города Ерва — 195 тыс. человек), в ЦАР (109 тыс. человек), в Судане (113 тыс. человек) и других странах.
Говорят на наречии шува нило-сахарской группы диалектов арабского языка (суданские арабы-шоа говорят на суданском диалекте). По вероисповеданию арабы-шоа — мусульмане-сунниты, на юге Нигерии, Камеруна и ЦАР сохраняют местные верования. Около 4—5 % немногочисленной диаспоры арабов-шоа в США и Канаде перешли в христианство. Основное занятие — кочевое скотоводство и поливное земледелие.

## История
В конце I тысячелетия н. э. предки арабов-шоа откочевали из Северной Африки в степи Судана — сначала Восточного, затем Центрального. В Средние века арабы-шоа были заняты в транссахарской торговле. Жилище — прямоугольная хижина, с деревянным каркасом, покрытая циновками.